# Lone Tree, Colorado
Lone Tree är en stad (city) i Douglas County, i delstaten Colorado, USA. Enligt United States Census Bureau har staden en folkmängd på 11 331 invånare (2011) och en landarea på 24,8 km².